# أعلام النصر المبين في المفاضلة بين أهلي صفين (كتاب)
أعلام النصر المبين في المفاضلة بين أهلي صفينٍ هو كتاب عن معركة صفين وفضل علي بن أبي طالب على معاوية بن أبي سفيان، ألفه الحافظ ابن دحية الكلبي (544-633)، يعد الكتاب من أنواع الكتب التي شملها التأليف التاريخي لأخبار الفتن والمعارك التي وقعت بين المسلمين في الصدر الأول، ومن أشهر هذه المعارك معركة صفين التي وقعت بين علي ومعاوية وأنصارهما، بسبب الفتنة التي اندلعت شرارتها بعد مقتل الخليفة الراشد عثمان بن عفان.
ونظرا لأهمية وخطورة هذه المرحلة التاريخية، فقد أسهم عدد من المؤرخين والمؤلفين على إلقاء الضوء على تداعيات معركة صفين وبيان ملابساتها وظروفها والتدقيق في تفاصيلها، فألف المؤرخ الشيعي أبو مخنف لوط بن يحيى كتابا خصصه لهذه الوقعة سماه كتاب صفين، وصنف أيضا نصر بن مزاحم المنقري، كتابا أسماه وقعة صفين، وكذلك فعل كتاب آخرون عن أحداث هذه المعركة مثل محمد بن عمر الواقدي، وإسماعيل بن عيسى العطار.
وقد سار أبو الخطاب ابن دحية الكلبي على نهج هؤلاء الكتاب، فأفرد لهذه الوقعة كتابا خاصا وهو أعلام النصر المبين في المفاضلة بين أهلي صفينٍ، ويرجع سبب هذا التصنيف لما ذكر المؤلف في مقدمة كتابه :أنه سئل عن أخبار حرب صفين، وما جرى فيها بين المختلفين، وفضل علي على التعيين، فوجب عليه أن يبين ذلك أحسن تبيين.
وقد تميز ابن دحية الكلبي عن السابقين بأن عقد مقارنة بين علي بن أبي طالب ومعاوية بن أبي سفيان مبرزا فيها جملة من الحجج والأدلة التي ترجح عليا علي معاوية في الفضل والسابقة والأحقية بخلافة المسلمين، ومن هنا جاءت تسمية الكتاب أعلام النصر المبين في المفاضلة بين أهلي صفين، وتبدو قيمة هذا المصنف بأنه اشتمل على مجموعة من الفوائد ليس في ميدان التاريخ فقط، بل في مجالات أخرى كالحديث واللغة، وتبدو قيمة هذا المصنف التاريخي أيضاً في أن مؤلفه قد نقل فيه أخبارا تدعمها الأسانيد مما يسهل فحص هذه الأخبار ومعرفة درجتها من الصحة، ويميزه كذلك أن ابن دحية الكلبي استقى أخبار هذه المعركة من مصادر قريبة من الأحداث.